# Toad
En Toad és un personatge de videojocs de la saga Super Mario. És l'ajudant de la Princesa Peach i el protector del regne Toadstool. Presenta un aspecte molt singular, amb un cos semblant al d'un ésser humà, però amb un cap en forma de bolet. Sempre va vestit amb una caçadora blava i daurada, uns pantalons blancs i unes sabates marrons. La seva primera aparició va ser al joc Super Mario Bros. 2 de la consola NES, de Nintendo. En aquest joc, en Mario, en Luigi, la Princesa Peach i ell han de lluitar contra la granota Wart, que vol estendre el seu poder a altres indrets.